# 존 월터 크리스티
존 월터 크리스티(1865년 5월 6일~1944년 1월 11일)는 미국의 공학자이자 개발자이다. 그는 제2차 세계 대전 시기에 많이 활용된 크리스티 서스펜션을 개발한 것으로도 유명하다. 크리스티 서스펜션은 소련의 BT 전차와 T-34 그리고 영국의 컨버넌터와 A15 크루세이더, 코멧 전차에 사용되었다.